# Jan Sobiech (polityk)
Jan Sobiech (ur. 27 marca 1862 w Czarkowie, zm. 10 grudnia 1935 tamże) – polski działacz społeczny, polityk ruchu ludowego, pierwszy prezes i współzałożyciel Zjednoczenia Włościan.

## Życiorys
Syn Wojciecha i Katarzyny. Pochodził z zamożnej rodziny chłopskiej, która przynajmniej od początków XVIII wieku zamieszkiwała podkościańskie Czarkowo. 

Jan Sobiech był współzałożycielem patriotycznego koła śpiewaczego „Cecylja”, które powstało w grudniu 1905. Towarzystwo to za pomocą pieśni krzewiło patriotyzm, co naturalnie nie spodobało się zaborcy. W 1910 członkom towarzystwa, w tym Janowi Sobiechowi, postawiono zarzut m.in. działalności w tajnym towarzystwie politycznym, działającym na szkodę władz pruskich. Proces zakończył się pomyślnie dla oskarżonych, ostatecznie zostali oni ukarani tylko karą grzywny. Dwadzieścia lat później „Gazeta Polska”, wspominając działalność „Cecylji”, tak komentowała zakończenie procesu: 

Wieść ta rozeszła się w Kościanie lotem błyskawicy, podawana z ust do ust, budząc szczerą radość nietylko z powodu uwolnienia oskarżonych, z którymi wszyscy gorąco współczuli, gdyż wedle oskarżenia, nie małe groziły im kary, lecz także z powodu moralnego zwycięstwa, które odnieśli oskarżeni. Ogólna radość dosięgła szczytu w chwili przyjazdu oskarżonych pociągiem o godz. 11 do Kościana, gdzie liczny tłum serdeczne sprawił im powitanie. Radości ogólnej nie mącił nawet fakt, że kilku oskarżonym nałożono 20 Mk. kary i poważne koszta sądowe.

 Po odzyskaniu przez Polskę niepodległości Jan Sobiech rozpoczął działalność polityczną. W maju 1919 na zjeździe w Poznaniu został pierwszym prezesem Zjednoczenia Włościan. Po wchłonięciu tej partii przez PSL „Piast” w grudniu 1920, należał do ugrupowania Wincentego Witosa, którego kilkukrotnie gościł w swoim gospodarstwie w Czarkowie.  